# Noemi Asteggiano
Noemi Asteggiano (17 aprile 1990) è una calciatrice italiana, portiere della Novese.

## Palmarès
- Campionato italiano di Serie B: 2

Cuneo San Rocco: 2009-2010 (terzo livello)
Cuneo: 2013-2014 (secondo livello)